# Mizuki Fukumura
Mizuki Fukumura (in lingua giapponese 譜久村 聖; Tokyo, 30 ottobre 1996) è una cantante giapponese.
Nel 2010 è entrata, come membro della nona generazione, nel gruppo pop Morning Musume, associato a Hello! Project. Nel 2014 è diventata leader.
Dal 2008 al 2011 aveva partecipato al progetto Hello! Pro Eggs.